# Un lento apprendistato
Un lento apprendistato (titolo orig. Slow Learner) è una raccolta di racconti di Thomas Pynchon, pubblicata nel 1984. Essa contiene cinque racconti usciti tra il 1959 e il 1964.
Nell'importante introduzione al libro, l'autore commenta le storie, rilette dopo diversi anni, accompagnandole coi ricordi degli eventi legati alla loro creazione, l'unica riflessione autobiografica mai offerta da Pynchon ai lettori.

## Racconti
- "The Small Rain", marzo 1959 in Cornell Writer, No. 2, pp. 14–32.
- "Low-lands", in New World Writing, No. 16, Philadelphia: Lippincott, 16 marzo 1960, pp. 85–108.
- "Entropy", Kenyon Review 22, No. 2, primavera 1960, pp. 27–92.
- "Under the Rose", The Noble Savage 3 in maggio 1961, pp. 233–251.
- "The Secret Integration", dicembre 26, 1964 in The Saturday Evening Post 237 No. 45, pp. 36–37, 39, 42–44, 46–49, 51.

## Edizioni italiane
- Un lento apprendistato, trad. e postfazione di Roberto Cagliero, Collana Ovest, Roma, Edizioni e/o, aprile 1988. - col titolo Entropia, Collana Tascabili n.25, e/o, ottobre 1992, ISBN 88-76-411-43-7.
- Un lento apprendistato, traduzione di Massimo Bocchiola, Collana Stile Libero, Torino, Einaudi, 2007, ISBN 978-88-061-7876-5. - Collana ET. Scrittori, Einaudi, aprile 2025, ISBN 978-88-062-6845-9.